# Handelsgewerbe
Unter einem Handelsgewerbe versteht man im Handelsrecht einen Gewerbebetrieb, der nach Art (Betriebszweck) oder Umfang (Betriebsgröße) einen kaufmännisch eingerichteten Geschäftsbetrieb erfordert.

## Allgemeines
Dem Handelsrecht kommt es insbesondere darauf an, die Kaufmannseigenschaft und das Handelsgewerbe möglichst genau zu erfassen, da es an diese Begriffe erhebliche Rechtsfolgen knüpft. Erfüllt ein Rechtssubjekt (natürliche Person oder juristische Person) die Voraussetzungen dieser Begriffe, unterliegt es den strengen handelsrechtlichen Anforderungen. Wer etwa gewerbsmäßig Waren oder Wertpapiere für Rechnung eines anderen in eigenem Namen im Rahmen eines Handelsgewerbes kauft oder verkauft (§ 406 Abs. 1 HGB), unterwirft sich automatisch den Vorschriften über Kommissionäre (§§ 383ff. HGB). Betreibt ein Kaufmann Geschäfte, die zum Betrieb seines Handelsgewerbes gehören, so liegen nach § 343 HGB Handelsgeschäfte vor. Rechtsgeschäfte eines Kaufmanns (alle Arten von Verträgen) gelten nach § 344 Abs. 1 HGB im Zweifel als zum Betrieb seines Handelsgewerbes gehörig. Geschäftsbesorgungen im Rahmen eines Handelsgewerbes lösen nach § 354 Abs. 1 HGB einen gesetzlichen Provisionsanspruch aus.
Handlungsbevollmächtigte und Prokuristen dürfen ihre Geschäfte und Rechtshandlungen nur im Rahmen eines Handelsgewerbes vornehmen, wobei der Handlungsbevollmächtigte auf das Handelsgewerbe seines Inhabers beschränkt ist (§ 54 Abs. 1 HGB). Nach § 88 Abs. 1 AktG dürfen Vorstandsmitglieder einer Aktiengesellschaft ohne Einwilligung des Aufsichtsrats kein eigenes Handelsgewerbe betreiben (Wettbewerbsverbot).

## Handelsrecht
Das deutsche Handelsrecht kannte lange Zeit so genannte Grundhandelsgewerbe, die aber im Juli 1998 abgeschafft wurden.

### Grundhandelsgewerbe
Vor der Reform des Handelsgesetzbuchs im Juli 1998 gab es in § 1 Abs. 2 HGB a. F. eine enumerative Aufzählung des „Grundhandelsgewerbes“, worunter die folgenden Wirtschaftszweige erfasst wurden:
1. Anschaffung und Weiterveräußerung von beweglichen Sachen (Waren) oder Wertpapieren, ohne Unterschied, ob die Waren unverändert oder nach einer Verarbeitung oder Bearbeitung weiter veräußert werden (verarbeitendes Gewerbe, Warenhandwerker wie Bäcker, Metzger, Gastwirte, Apotheker);
2. Lohnveredelung;
3. Versicherungen;
4. Kreditinstitute;
5. Güterbeförderung und Reisebeförderung, Frachtführer oder Schleppschifffahrtsunternehmer;
6. Kommissionäre, Spediteure und Lagerhalter;
7. Handelsvertreter oder Handelsmakler;
8. Verlage sowie Buch- oder Kunsthandel;
9. Druckereien, sofern das Gewerbe nicht handwerksmäßig betrieben wird.

Unternehmen, die einen hiermit identischen Unternehmenszweck verfolgten, galten nach dieser Vorschrift unwiderlegbar als Handelsgewerbe.

### HGB-Reform
Die seit Juli 1998 geltende Reform beseitigte die nur historisch zu erklärende Unterscheidung zwischen typischen Warenhandelsgeschäften und dem Dienstleistungsgewerbe sowie dem Handwerk zugunsten einer einheitlichen Anwendung des HGB; insbesondere wird damit der moderne Dienstleistungsverkehr von vornherein (und nicht erst unter den Voraussetzungen des § 2 HGB) miterfasst. Kaufmann im Sinne des HGB ist seitdem grundsätzlich jeder Gewerbetreibende.
Nach § 2 HGB gilt jedes im Handelsregister eingetragene gewerbliche Unternehmen als Handelsgewerbe, selbst wenn es sich nur um ein Kleingewerbe handelt (Kannkaufmann). In § 5 HGB wird für den Fiktivkaufmann ausgeschlossen, dass im Handelsregister Eingetragene sich darauf berufen können, dass sie kein Handelsgewerbe betreiben würden. Danach betreibt der Eingetragene unwiderlegbar ein Handelsgewerbe, woraus mittelbar die Kaufmannseigenschaft folgt. Die Eintragung eines Kleingewerbes ins Handelsregister macht das Kleingewerbe unwiderlegbar zum Handelsgewerbe und zum Kaufmann. Wäre es nicht eingetragen, so wäre es kein Handelsgewerbe und nicht Kaufmann.

## Gewerbe
Das HGB knüpft seitdem den Kaufmannsbegriff an das Handelsgewerbe (§ 1 Abs. 1 HGB). Handelsgewerbe ist dabei gemäß § 1 Abs. 2 HGB im Ausgangspunkt jeder Gewerbebetrieb, ausgenommen sind Betriebe, die nach Art oder Umfang einen kaufmännisch eingerichteten Geschäftsbetrieb nicht erfordern. Ein Handelsgewerbe betreiben außerdem die Formkaufleute kraft bestimmter Rechtsform.
Liegt ein Gewerbe vor, kann auch von einem Handelsgewerbe und damit von einem Kaufmann ausgegangen werden. Der Gewerbebegriff wird im HGB nicht definiert, doch versteht darunter die Rechtsprechung eine nach außen erkennbare (Außenwirkung als Marktteilnehmer), auf Dauer angelegte, selbständige und erlaubte Tätigkeit auf wirtschaftlichem Gebiet, die mit Gewinnerzielungsabsicht verbunden und kein freier Beruf ist. Jeder Gewerbetreibende ist ohne Rücksicht auf das von ihm betriebene Gewerbe automatisch Kaufmann.

## Kein Handelsgewerbe
Kein Handelsgewerbe betreiben die – nicht eingetragenen – Kleingewerbe, deren Unternehmen nach Art oder Umfang einen in kaufmännischer Weise eingerichteten Geschäftsbetrieb nicht erfordert (§ 1 Abs. 2 HGB), die Land- und Forstwirtschaft (§ 3 Abs. 1 HGB) und die Partnerschaft (§ 1 Abs. 1 Satz 2 PartGG). Die Art (etwa die Vielfalt des Geschäftszwecks, der Geschäftsbeziehungen oder die Komplexität der Geschäftsvorfälle) oder der Umfang (Umsatzhöhe oder Anzahl der Mitarbeiter) sind Voraussetzung für das Handelsgewerbe, so dass das Kleingewerbe diese Mindestgrößen unterschreitet und nicht zum Handelsgewerbe gehört. Die Rechtsprechung geht bei einem Jahresumsatz von mehr als 250.000 Euro von einem Handelsgewerbe aus. Dabei verlangt der BGH eine Gesamtwürdigung der Verhältnisse des einzelnen Betriebes, wobei insbesondere die Zahl der Beschäftigten und die Art ihrer Tätigkeit, der Umsatz, das Kapital, die Vielfalt der in dem Betrieb erbrachten Leistungen und der Geschäftsbeziehungen oder die Inanspruchnahme von Kredit zu berücksichtigen sind.

## Kaufmännischer Geschäftsbetrieb
Unter einem kaufmännischen Geschäftsbetrieb versteht das Handelsrecht einen in kaufmännischer Weise eingerichteten Gewerbebetrieb. Dieser liegt vor, wenn Handelsbücher nach den Vorschriften der §§ 238 ff. HGB geführt und ein Jahresabschluss aufgestellt werden. Ein kaufmännischer Geschäftsbetrieb erfordert zudem Vorkehrungen, die ein Mindestmaß aufweisen, um eine zuverlässige Abwicklung der Geschäfte sicherzustellen. Dazu gehört insbesondere, wenn Einrichtungen zur Erzielung von Ordnung und Übersicht vorhanden sind (Buchführung, Aufbewahrung). Eigene Geschäftsräume müssen nicht vorhanden sein, wenn die bisherigen Voraussetzungen erfüllt werden.

## Abgrenzung
Der Begriff des Handelsgewerbe ist von dem des Handelsunternehmens zu unterscheiden. Zwar ist ein Handelsunternehmen auch ein Handelsgewerbe, der Zweck eines Handelsunternehmens (im Gegensatz zum Produktionsbetrieb) besteht jedoch darin, nahezu ausschließlich Produkte (sogenannte Handelswaren) von anderen Betrieben (also Handelsunternehmen oder Produktionsbetrieben) zu kaufen und diese Produkte wiederum gewinnbringend weiter zu veräußern. Der gesamte Handel gilt als Handelsunternehmen.

## International
In Österreich wurde der Begriff des Handelsgewerbes mit 1. Januar 2007 im Zuge des Handelsrechts-Änderungsgesetzes durch den nunmehr allgemeineren Begriff des Unternehmers ersetzt.